# Barlas
Les Barlas (en mongol : Barulas ; en tchaghataï et persan : برلاس Barlās) sont une maison princière d'origine mongole lointainement apparentée à Gengis Khan ; l'empereur Tamerlan en est issu. 

## Origines
Selon l'Histoire secrète des Mongols, écrite vers 1227 sous le règne d'Ögedeï Khan, les Barlas ont des ancêtres communs avec les Bordjigin, le clan impérial de Gengis Khan et de ses successeurs. Le clan dirigeant des Barlas descend de Qarachar Barlas, chef de l'un des régiments du khan Djaghataï ; Qarachar Barlas était un descendant du chef de guerre mongol légendaire Bodonchar Munkhag, considéré également comme un ancêtre direct de Gengis Khan, selon l'Histoire secrète des Mongols.
La structure interne du clan dirigeant des Barlas se composait de cinq lignées majeures, correspondant aux cinq fils de Qarachar, importantes en matière d'héritage mais ne constituant pas des entités politiques ou territoriales distinctes.
Les Barlas contrôlaient la région de Kesh (la ville moderne de Chakhrisabz en Ouzbékistan) ; toutes ses lignées semblaient avoir été associées à cette région. Contrairement à la plupart des dynasties voisines qui sont restées nomades, les Barlas étaient sédentaires . En raison de nombreux contacts avec les populations d'Asie centrale, certains Barlas adoptent l'islam comme religion ; leur langue est le Tchaghataï, une langue turque fortement influencée par l'arabe et persan.

## Représentants connus
Ses représentants les plus célèbres sont les Timourides, une dynastie fondée par Timour, autre nom de Tamerlan, au XIVe siècle, qui a régné de 1405 à 1507 sur les régions correspondant aux pays modernes de l’Iran, l’Arménie, l’Azerbaïdjan, la Géorgie, l'Afghanistan et des régions du Pakistan, de l'Inde, de la Mésopotamie et de l'Anatolie. L'un de ses descendants, Babur, a fondé en 1526 l'Empire moghol.